# Gran Premio di superbike di Donington 2019
Il Gran Premio di superbike di Donington 2019 è stato l'ottava prova su tredici del campionato mondiale Superbike 2019, disputato il 6 e 7 luglio sul circuito di Donington Park, in gara 1 ha visto la vittoria di Jonathan Rea davanti a Tom Sykes e Leon Haslam, la gara Superpole, interrotta con bandiera rossa dopo 7 giri, è stata vinta da Jonathan Rea davanti a Toprak Razgatlıoğlu e Leon Haslam, la gara 2 è stata vinta da Jonathan Rea che ha preceduto Toprak Razgatlıoğlu e Álvaro Bautista.
La vittoria nella gara valevole per il campionato mondiale Supersport 2019 è stata ottenuta da Jules Cluzel, mentre la gara del Campionato mondiale Supersport 300 2019 è stata vinta da Kevin Sabatucci.

## Risultati

### Gara 1

#### Arrivati al traguardo
| Pos. | Nº | Pilota                | Squadra                  | Motocicletta         | Giri | Tempo     | Griglia | Punti |
| ---- | -- | --------------------- | ------------------------ | -------------------- | ---- | --------- | ------- | ----- |
| 1º   | 1  | Jonathan Rea          | Kawasaki Racing          | Kawasaki ZX-10RR     | 23   | 38'22.405 | 2º      | 25    |
| 2º   | 66 | Tom Sykes             | BMW Motorrad             | BMW S1000 RR         | 23   | +11.348   | 1º      | 20    |
| 3º   | 91 | Leon Haslam           | Kawasaki Racing          | Kawasaki ZX-10RR     | 23   | +23.071   | 3º      | 16    |
| 4º   | 76 | Loris Baz             | Ten Kate Racing - Yamaha | Yamaha YZF R1        | 23   | +29.935   | 5º      | 13    |
| 5º   | 22 | Alex Lowes            | Pata Yamaha              | Yamaha YZF R1        | 23   | +37.641   | 8º      | 11    |
| 6º   | 36 | Leandro Mercado       | Orelac Racing VerdNatura | Kawasaki ZX-10RR     | 23   | +46.917   | 14º     | 10    |
| 7º   | 10 | Peter Hickman         | BMW Motorrad             | BMW S1000 RR         | 23   | +1'00.135 | 4º      | 9     |
| 8º   | 60 | Michael van der Mark  | Pata Yamaha              | Yamaha YZF R1        | 23   | +1'07.062 | 16º     | 8     |
| 9º   | 52 | Alessandro Delbianco  | Althea Mie Racing        | Honda CBR1000RR      | 23   | +1'10.752 | 17º     | 7     |
| 10º  | 7  | Chaz Davies           | Aruba.it Racing - Ducati | Ducati Panigale V4 R | 23   | +1'11.453 | 10º     | 6     |
| 11º  | 23 | Ryūichi Kiyonari      | Moriwaki Althea Honda    | Honda CBR1000RR      | 23   | +1'15.161 | 13º     | 5     |
| 12º  | 21 | Michael Ruben Rinaldi | Barni Racing             | Ducati Panigale V4 R | 23   | +1'24.259 | 15º     | 4     |
| 13º  | 54 | Toprak Razgatlıoğlu   | Turkish Puccetti Racing  | Kawasaki ZX-10RR     | 23   | +1'26.777 | 7º      | 3     |
| 14º  | 33 | Marco Melandri        | GRT Yamaha               | Yamaha YZF R1        | 22   | +1 giro   | 9º      | 2     |

#### Ritirati
| Nº | Pilota          | Squadra                  | Motocicletta         | Giri | Griglia |
| -- | --------------- | ------------------------ | -------------------- | ---- | ------- |
| 19 | Álvaro Bautista | Aruba.it Racing - Ducati | Ducati Panigale V4 R | 10   | 6º      |
| 81 | Jordi Torres    | Pedercini Racing         | Kawasaki ZX-10RR     | 9    | 11º     |
| 11 | Sandro Cortese  | GRT Yamaha               | Yamaha YZF R1        | 9    | 12º     |

### Gara Superpole

#### Arrivati al traguardo
| Pos. | Nº | Pilota                | Squadra                  | Motocicletta         | Giri | Tempo     | Griglia | Punti |
| ---- | -- | --------------------- | ------------------------ | -------------------- | ---- | --------- | ------- | ----- |
| 1º   | 1  | Jonathan Rea          | Kawasaki Racing          | Kawasaki ZX-10RR     | 7    | 10'15.862 | 2º      | 12    |
| 2º   | 54 | Toprak Razgatlıoğlu   | Turkish Puccetti Racing  | Kawasaki ZX-10RR     | 7    | +1.174    | 7º      | 9     |
| 3º   | 91 | Leon Haslam           | Kawasaki Racing          | Kawasaki ZX-10RR     | 7    | +1.666    | 3º      | 7     |
| 4º   | 19 | Álvaro Bautista       | Aruba.it Racing - Ducati | Ducati Panigale V4 R | 7    | +2.289    | 6º      | 6     |
| 5º   | 76 | Loris Baz             | Ten Kate Racing - Yamaha | Yamaha YZF R1        | 7    | +2.784    | 5º      | 5     |
| 6º   | 22 | Alex Lowes            | Pata Yamaha              | Yamaha YZF R1        | 7    | +3.824    | 8º      | 4     |
| 7º   | 7  | Chaz Davies           | Aruba.it Racing - Ducati | Ducati Panigale V4 R | 6    | +1 giro   | 10º     | 3     |
| 8º   | 60 | Michael van der Mark  | Pata Yamaha              | Yamaha YZF R1        | 6    | +1 giro   | 16º     | 2     |
| 9º   | 81 | Jordi Torres          | Pedercini Racing         | Kawasaki ZX-10RR     | 6    | +1 giro   | 11º     | 1     |
| 10º  | 33 | Marco Melandri        | GRT Yamaha               | Yamaha YZF R1        | 6    | +1 giro   | 9º      |       |
| 11º  | 21 | Michael Ruben Rinaldi | Barni Racing             | Ducati Panigale V4 R | 6    | +1 giro   | 15º     |       |

#### Ritirati
| Nº | Pilota               | Squadra                  | Motocicletta     | Giri | Griglia |
| -- | -------------------- | ------------------------ | ---------------- | ---- | ------- |
| 66 | Tom Sykes            | BMW Motorrad             | BMW S1000 RR     | 7    | 1º      |
| 10 | Peter Hickman        | BMW Motorrad             | BMW S1000 RR     | 6    | 4º      |
| 11 | Sandro Cortese       | GRT Yamaha               | Yamaha YZF R1    | 6    | 12º     |
| 36 | Leandro Mercado      | Orelac Racing VerdNatura | Kawasaki ZX-10RR | 6    | 14º     |
| 52 | Alessandro Delbianco | Althea Mie Racing        | Honda CBR1000RR  | 6    | 17º     |
| 23 | Ryūichi Kiyonari     | Moriwaki Althea Honda    | Honda CBR1000RR  | 6    | 13º     |

### Gara 2

#### Arrivati al traguardo
| Pos. | Nº | Pilota                | Squadra                  | Motocicletta         | Giri | Tempo     | Griglia | Punti |
| ---- | -- | --------------------- | ------------------------ | -------------------- | ---- | --------- | ------- | ----- |
| 1º   | 1  | Jonathan Rea          | Kawasaki Racing          | Kawasaki ZX-10RR     | 23   | 33'51.931 | 1º      | 25    |
| 2º   | 54 | Toprak Razgatlıoğlu   | Turkish Puccetti Racing  | Kawasaki ZX-10RR     | 23   | +0.365    | 2º      | 20    |
| 3º   | 19 | Álvaro Bautista       | Aruba.it Racing - Ducati | Ducati Panigale V4 R | 23   | +5.930    | 4º      | 16    |
| 4º   | 22 | Alex Lowes            | Pata Yamaha              | Yamaha YZF R1        | 23   | +6.334    | 6º      | 13    |
| 5º   | 91 | Leon Haslam           | Kawasaki Racing          | Kawasaki ZX-10RR     | 23   | +6.833    | 3º      | 11    |
| 6º   | 76 | Loris Baz             | Ten Kate Racing - Yamaha | Yamaha YZF R1        | 23   | +7.441    | 5º      | 10    |
| 7º   | 66 | Tom Sykes             | BMW Motorrad             | BMW S1000 RR         | 23   | +8.542    | 10º     | 9     |
| 8º   | 60 | Michael van der Mark  | Pata Yamaha              | Yamaha YZF R1        | 23   | +14.850   | 8º      | 8     |
| 9º   | 7  | Chaz Davies           | Aruba.it Racing - Ducati | Ducati Panigale V4 R | 23   | +18.124   | 7º      | 7     |
| 10º  | 33 | Marco Melandri        | GRT Yamaha               | Yamaha YZF R1        | 23   | +29.115   | 12º     | 6     |
| 11º  | 10 | Peter Hickman         | BMW Motorrad             | BMW S1000 RR         | 23   | +34.620   | 11º     | 5     |
| 12º  | 21 | Michael Ruben Rinaldi | Barni Racing             | Ducati Panigale V4 R | 23   | +34.824   | 16º     | 4     |
| 13º  | 11 | Sandro Cortese        | GRT Yamaha               | Yamaha YZF R1        | 23   | +51.627   | 13º     | 3     |
| 14º  | 36 | Leandro Mercado       | Orelac Racing VerdNatura | Kawasaki ZX-10RR     | 23   | +52.879   | 15º     | 2     |
| 15º  | 52 | Alessandro Delbianco  | Althea Mie Racing        | Honda CBR1000RR      | 23   | +54.821   | 17º     | 1     |
| 16º  | 23 | Ryūichi Kiyonari      | Moriwaki Althea Honda    | Honda CBR1000RR      | 23   | +1'07.330 | 14º     |       |

#### Ritirato
| Nº | Pilota       | Squadra          | Motocicletta    | Giri | Griglia |
| -- | ------------ | ---------------- | --------------- | ---- | ------- |
| 81 | Jordi Torres | Pedercini Racing | Kawasaki ZX-10R | 1    | 9º      |

### Supersport

#### Arrivati al traguardo
| Pos. | Nº | Pilota                | Squadra                      | Motocicletta     | Giri | Tempo     | Griglia | Punti |
| ---- | -- | --------------------- | ---------------------------- | ---------------- | ---- | --------- | ------- | ----- |
| 1º   | 16 | Jules Cluzel          | GMT94 Yamaha                 | Yamaha YZF R6    | 20   | 30'32.271 | 4º      | 25    |
| 2º   | 64 | Federico Caricasulo   | Bardahl Evan Bros.           | Yamaha YZF R6    | 20   | +0.114    | 1º      | 20    |
| 3º   | 44 | Lucas Mahias          | Kawasaki Puccetti Racing     | Kawasaki ZX-6R   | 20   | +0.436    | 2º      | 16    |
| 4º   | 21 | Randy Krummenacher    | Bardahl Evan Bros.           | Yamaha YZF R6    | 20   | +0.804    | 11º     | 13    |
| 5º   | 3  | Raffaele De Rosa      | MV Agusta Reparto Corse      | MV Agusta F3 675 | 20   | +10.717   | 3º      | 11    |
| 6º   | 36 | Thomas Gradinger      | Kallio Racing                | Yamaha YZF R6    | 20   | +13.723   | 15º     | 10    |
| 7º   | 14 | Jack Kennedy          | Appleyard Macadam Integro    | Yamaha YZF R6    | 20   | +14.024   | 13º     | 9     |
| 8º   | 94 | Corentin Perolari     | GMT94 Yamaha                 | Yamaha YZF R6    | 20   | +15.479   | 12º     | 8     |
| 9º   | 2  | Brad Jones            | Appleyard Macadam Integro    | Yamaha YZF R6    | 20   | +19.013   | 5º      | 7     |
| 10º  | 86 | Ayrton Badovini       | Pedercini Racing             | Kawasaki ZX-6R   | 20   | +24.841   | 6º      | 6     |
| 11º  | 56 | Péter Sebestyén       | CIA Landlord Insurance Honda | Honda CBR600RR   | 20   | +35.462   | 14º     | 5     |
| 12º  | 47 | Rob Hartog            | Hartog - Against Cancer      | Kawasaki ZX-6R   | 20   | +39.450   | 16º     | 4     |
| 13º  | 78 | Hikari Ōkubo          | Kawasaki Puccetti Racing     | Kawasaki ZX-6R   | 20   | +41.770   | 7º      | 3     |
| 14º  | 74 | Jaimie van Sikkelerus | MPM WILSport Racedays        | Honda CBR600RR   | 20   | +42.519   | 24º     | 2     |
| 15º  | 38 | Hannes Soomer         | MPM WILSport Racedays        | Honda CBR600RR   | 20   | +45.568   | 9º      | 1     |
| 16º  | 30 | Glenn van Straalen    | EAB Racing                   | Kawasaki ZX-6R   | 20   | +47.608   | 20º     |       |
| 17º  | 4  | Christian Stange      | Gemar - Ciociaria Corse      | Honda CBR600RR   | 20   | +51.413   | 22º     |       |
| 18º  | 22 | Federico Fuligni      | MV Agusta Reparto Corse      | MV Agusta F3 675 | 20   | +51.936   | 19º     |       |
| 19º  | 10 | Nacho Calero          | Orelac Racing VerdNatura     | Kawasaki ZX-6R   | 20   | +52.252   | 21º     |       |
| 20º  | 66 | Alex Toledo           | MS Racing                    | Yamaha YZF R6    | 20   | +53.103   | 25º     |       |
| 21º  | 95 | Jules Danilo          | CIA Landlord Insurance Honda | Honda CBR600RR   | 20   | +59.031   | 18º     |       |
| 22º  | 32 | Isaac Viñales         | Kallio Racing                | Yamaha YZF R6    | 20   | +1'00.901 | 8º      |       |
| 23º  | 53 | Gianluca Sconza       | Gemar - Ciociaria Corse      | Honda CBR600RR   | 20   | +1'28.368 | 23º     |       |

#### Ritirati
| Nº | Pilota        | Squadra          | Motocicletta   | Giri | Griglia |
| -- | ------------- | ---------------- | -------------- | ---- | ------- |
| 11 | Kyle Smith    | Pedercini Racing | Kawasaki ZX-6R | 9    | 10º     |
| 40 | Alen Győrfi   | Team Toth        | Yamaha YZF R6  | 1    | 26º     |
| 84 | Loris Cresson | Kallio Racing    | Yamaha YZF R6  | 0    | 17º     |

### Supersport 300

#### Arrivati al traguardo
| Pos. | Nº | Pilota                   | Squadra                                  | Motocicletta       | Giri | Tempo     | Griglia | Punti |
| ---- | -- | ------------------------ | ---------------------------------------- | ------------------ | ---- | --------- | ------- | ----- |
| 1º   | 64 | Kevin Sabatucci          | Trasimeno Yamaha                         | Yamaha YZF-R3      | 13   | 22'27.029 | 10º     | 25    |
| 2º   | 25 | Andy Verdoïa             | BCD Yamaha MS Racing                     | Yamaha YZF-R3      | 13   | +0.239    | 2º      | 20    |
| 3º   | 22 | Mykyta Kalinin           | Nutec - RT Motorsports by SKM - Kawasaki | Kawasaki Ninja 400 | 13   | +0.447    | 30º     | 16    |
| 4º   | 72 | Victor Steeman           | Freudenberg KTM Junior                   | KTM RC 390 R       | 13   | +0.767    | 13º     | 13    |
| 5º   | 41 | Jan-Ole Jähnig           | Freudenberg KTM Junior                   | KTM RC 390 R       | 13   | +1.073    | 31º     | 11    |
| 6º   | 66 | Dion Otten               | MTM Racing                               | Kawasaki Ninja 400 | 13   | +1.248    | 9º      | 10    |
| 7º   | 52 | Oliver König             | ACCR Czech Talent Team - Willi Race      | Kawasaki Ninja 400 | 13   | +1.969    | 8º      | 9     |
| 8º   | 17 | Koen Meuffels            | Freudenberg KTM                          | KTM RC 390 R       | 13   | +17.426   | 24º     | 8     |
| 9º   | 13 | Dino Iozzo               | Nutec - RT Motorsports by SKM - Kawasaki | Kawasaki Ninja 400 | 13   | +17.669   | 25º     | 7     |
| 10º  | 44 | Tom Bramich              | Carl Cox-RT Motorsports by SKM-Kawasaki  | Kawasaki Ninja 400 | 13   | +17.843   | 19º     | 6     |
| 11º  | 46 | Samuel Di Sora           | Flembbo Leader                           | Kawasaki Ninja 400 | 13   | +18.040   | 21º     | 5     |
| 12º  | 39 | Jose Luis Perez Gonzalez | DS Junior                                | Kawasaki Ninja 400 | 13   | +18.411   | 22º     | 4     |
| 13º  | 23 | Paolo Giacomini          | Kawasaki GP Project                      | Kawasaki Ninja 400 | 13   | +18.782   | 34º     | 3     |
| 14º  | 14 | Enzo de la Vega          | MHP Racing-Patrick Pons                  | Yamaha YZF-R3      | 13   | +18.870   | 14º     | 2     |
| 15º  | 61 | Yuta Okaya               | DS Junior                                | Kawasaki Ninja 400 | 13   | +19.029   | 18º     | 1     |
| 16º  | 47 | Ferran Hernandez Moyano  | BCD Yamaha MS Racing                     | Yamaha YZF-R3      | 13   | +22.977   | 29º     |       |
| 17º  | 36 | Beatriz Neila            | BCD Yamaha MS Racing                     | Yamaha YZF-R3      | 13   | +23.233   | 35º     |       |
| 18º  | 84 | Kim Aloisi               | DS Junior                                | Kawasaki Ninja 400 | 13   | +23.587   | 27º     |       |
| 19º  | 1  | Ana Carrasco             | Kawasaki Provec                          | Kawasaki Ninja 400 | 13   | +29.594   | 15º     |       |
| 20º  | 8  | Mika Pérez               | Scuderia Maranga Racing                  | Kawasaki Ninja 400 | 13   | +29.789   | 4º      |       |
| 21º  | 57 | Livio Loi                | Scuderia Maranga Racing                  | Kawasaki Ninja 400 | 13   | +30.542   | 23º     |       |
| 22º  | 69 | Jeffrey Buis             | MTM Racing                               | Kawasaki Ninja 400 | 13   | +1'20.518 | 17º     |       |

#### Ritirati
| Nº | Pilota                 | Squadra                                  | Motocicletta       | Giri | Griglia |
| -- | ---------------------- | ---------------------------------------- | ------------------ | ---- | ------- |
| 55 | Galang Hendra Pratama  | Semakin Di Depan Biblion Motoxracing     | Yamaha YZF-R3      | 11   | 3º      |
| 88 | Bruno Ieraci           | Kawasaki GP Project                      | Kawasaki Ninja 400 | 11   | 11º     |
| 64 | Hugo De Cancellis      | Trasimeno Yamaha                         | Yamaha YZF-R3      | 10   | 5º      |
| 7  | Eliton Gohara Kawakami | BCD Yamaha MS Racing                     | Yamaha YZF-R3      | 10   | 1º      |
| 97 | Maximilian Kappler     | Freudenberg KTM                          | KTM RC 390 R       | 10   | 26º     |
| 27 | Filippo Rovelli        | Kawasaki ParkinGO                        | Kawasaki Ninja 400 | 8    | 7º      |
| 6  | Robert Schotman        | Motoport Kawasaki                        | Kawasaki Ninja 400 | 6    | 32º     |
| 15 | Manuel Bastianelli     | Prodina Ircos Kawasaki                   | Kawasaki Ninja 400 | 6    | 33º     |
| 71 | Tom Edwards            | Kawasaki ParkinGO                        | Kawasaki Ninja 400 | 4    | 16º     |
| 21 | Borja Sánchez          | Scuderia Maranga Racing                  | Kawasaki Ninja 400 | 0    | 23º     |
| 20 | Dorren Loureiro        | Nutec - RT Motorsports by SKM - Kawasaki | Kawasaki Ninja 400 | 0    | 6º      |

#### Squalificati
| Nº | Pilota      | Squadra                 | Motocicletta  | Giri | Tempo   | Griglia |
| -- | ----------- | ----------------------- | ------------- | ---- | ------- | ------- |
| 12 | Romain Dore | MHP Racing-Patrick Pons | Yamaha YZF-R3 | 13   | +32.174 | 28º     |
| 28 | Omar Bonoli | Trasimeno Yamaha        | Yamaha YZF-R3 | 8    | -       | 20º     |